# لومبيرتون (مسيسيبي)
لومبيرتون (بالإنجليزية: Lumberton, Mississippi)‏ هي مدينة تقع في الولايات المتحدة في مسيسيبي.  يقدر عدد سكانها بـ 2,228 نسمة ومساحتها 18.9 كم2  وترتفع عن سطح البحر 90 متر.

## التركيبة السكانية
حدّد مكتب تعداد الولايات المتحدة بيانات التركيبة السكانية للومبيرتون في تعداد الولايات المتحدة. في ما يلي، التركيبة السكانية حسب تعدادي 2000 و2010.

### تعداد عام 2000
بلغ عدد سكان لومبيرتون 2,228 نسمة بحسب تعداد عام 2000، وبلغ عدد الأسر 829 أسرة وعدد العائلات 603 عائلة مقيمة في المدينة. في حين سجلت الكثافة السكانية 120.6 نسمة لكل كيلومتر مربع (312.4/ميل2). وبلغ عدد الوحدات السكنية 920 وحدة بمتوسط كثافة قدره 49.8 لكل كيلومتر مربع (129.0/ميل2).
وتوزع التركيب العرقي للمدينة بنسبة 45.56% من البيض و53.64% من الأمريكيين الأفارقة و0.27% من الأمريكيين الأصليين و0.09% من الأمريكيين ذوي الأصول الآسيوية و0.04% من الأعراق الأخرى و0.40% من عرقين مختلطين أو أكثر و0.45% من الهسبانيون أو اللاتينيون من أي عرق.
بلغ عدد الأسر 829 أسرة كانت نسبة 43.4% منها لديها أطفال تحت سن الثامنة عشر تعيش معهم، وبلغت نسبة الأزواج القاطنين مع بعضهم البعض 42.2% من أصل المجموع الكلي للأسر، ونسبة 25.8% من الأسر كان لديها معيلات من الإناث دون وجود شريك،  بينما كانت نسبة 4.7% من الأسر لديها معيلون من الذكور دون وجود شريكة وكانت نسبة 27.3% من غير العائلات. تألفت نسبة 25.8% من أصل جميع الأسر من عدة أفراد يعيشون في نفس المنزل ونسبة 10.4% كانت تتألف من شخص يعيش بمفرده يبلغ من العمر 65 عاماً أو أكثر. وبلغ متوسط حجم الأسرة المعيشية 2.66، أما متوسط حجم العائلات فبلغ 3.17.
بلغ العمر الوسطي للسكان 31.4 عاماً. وكانت نسبة 31.7% من القاطنين تحت سن الثامنة عشر، وكانت نسبة 9.3% بين الثامنة عشر والرابعة والعشرين عاماً، ونسبة 26% كانت واقعةً في الفئة العمرية ما بين الخامسة والعشرين والرابعة والأربعين عاماً، ونسبة 19.8% كانت ما بين الخامسة والأربعين والرابعة والستين، ونسبة 12.2% كانت ضمن فئة الخامسة والستين عاماً فما فوق. يوجد لكل 100 أنثى 85.2 ذكر، ويوجد لكل 100 أنثى في الثامنة عشر من عمرها فما فوق 82.6 ذكر.
بلغ متوسط دخل الأسرة في المدينة 23,178 دولارًا، أما متوسط دخل العائلة فبلغ 26,603 دولارًا. وكان متوسط دخل الذكور 26,563 دولارًا مقابل 16,821 دولارًا للإناث. وسجل دخل الفرد الخاص بالمدينة 11,384 دولارًا. وكانت نسبة 23.2% من العائلات ونسبة 30.8% من السكان تحت خط الفقر، وكان من هؤلاء نسبة 42.7% تحت سن الثامنة عشر ونسبة 29.3% في الخامسة والستين من العمر وما فوق.

### تعداد عام 2010
بلغ عدد سكان لومبيرتون 2,086 نسمة بحسب تعداد عام 2010، وبلغ عدد الأسر 776 أسرة وعدد العائلات 534 عائلة مقيمة في المدينة. في حين سجلت الكثافة السكانية 112.9 نسمة لكل كيلومتر مربع (292.4/ميل2). وبلغ عدد الوحدات السكنية 896 وحدة بمتوسط كثافة قدره 48.5 لكل كيلومتر مربع (125.6/ميل2).
وتوزع التركيب العرقي للمدينة بنسبة 42.38% من البيض و56.47% من الأمريكيين الأفارقة و0.14% من الأمريكيين الأصليين و0.10% من الأعراق الأخرى و0.91% من عرقين مختلطين أو أكثر و0.53% من الهسبانيون أو اللاتينيون من أي عرق.
بلغ عدد الأسر 776 أسرة كانت نسبة 39.9% منها لديها أطفال تحت سن الثامنة عشر تعيش معهم، وبلغت نسبة الأزواج القاطنين مع بعضهم البعض 37% من أصل المجموع الكلي للأسر، ونسبة 27.1% من الأسر كان لديها معيلات من الإناث دون وجود شريك،  بينما كانت نسبة 4.8% من الأسر لديها معيلون من الذكور دون وجود شريكة وكانت نسبة 31.2% من غير العائلات. تألفت نسبة 28.7% من أصل جميع الأسر من عدة أفراد يعيشون في نفس المنزل ونسبة 9.5% كانت تتألف من شخص يعيش بمفرده يبلغ من العمر 65 عاماً أو أكثر. وبلغ متوسط حجم الأسرة المعيشية 2.66، أما متوسط حجم العائلات فبلغ 3.28.
بلغ العمر الوسطي للسكان 34.3 عاماً. وكانت نسبة 30.5% من القاطنين تحت سن الثامنة عشر، وكانت نسبة 9.9% بين الثامنة عشر والرابعة والعشرين عاماً، ونسبة 20.9% كانت واقعةً في الفئة العمرية ما بين الخامسة والعشرين والرابعة والأربعين عاماً، ونسبة 27.2% كانت ما بين الخامسة والأربعين والرابعة والستين، ونسبة 11.5% كانت ضمن فئة الخامسة والستين عاماً فما فوق. وتوزع التركيب الجنسي للسكان بنسبة 47.7% ذكور و52.3% إناث.

## أعلام
- تيري غرانت
- جيمس ستريت